# Placca delle Marianne

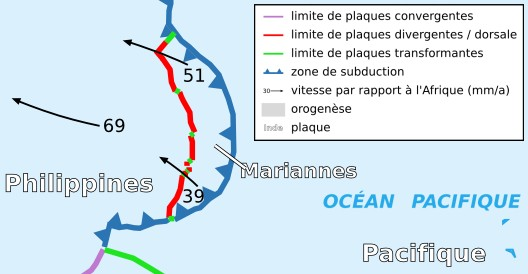
Collocazione della placca delle Marianne

La placca delle Marianne è una microplacca tettonica della litosfera terrestre. Ha una superficie di 0,01037 steradianti ed è associata alla placca delle Filippine.

## Caratteristiche
È situata nella parte occidentale dell'Oceano Pacifico, e copre una parte dell'Oceano Pacifico, del Mare delle Filippine e dell'arcipelago delle Isole Marianne, da cui deriva il nome.
La placca del Mare delle Salomone è in contatto con la placca delle Filippine e la placca pacifica. I suoi margini con le altre placche sono formati dalla fossa delle Marianne sulla costa orientale delle isole Marianne e dalla fossa di Yap sulla costa sud.
La placca si sposta con una velocità di rotazione di 1,278° per milione di anni secondo un polo euleriano situato a 43°78' di latitudine nord e 149°21' di longitudine est.